# Wahballahi (Steinmetz)
Wahballahi (nabatäisch whb’lhi) war ein nabatäischer Steinmetz, der um die Zeitenwende in der arabischen Stadt Hegra tätig war.
Er wird inschriftlich auf der Fassade eines Grabes in Hegra als verantwortlicher Steinmetz genannt. Nach der Inschrift wurde es im neunten Jahr des nabatäischen Königs Aretas IV. geschaffen, weshalb die Schaffenszeit Wahballahis das Jahr 1 v. Chr./1 n. Chr. umfasst haben muss. Bei dem Grab handelt es sich um ein sogenanntes Zinnengrab, es ist das älteste inschriftlich datierbare Grab Hegras.
Wahballahi war der Bruder des Steinmetzes Abdharetat und der Vater des Abd’obodat. Diese gelten als Gründer einer der beiden Hauptschulen der Steinmetze in Hegra und als Begründer einer Werkstatt, in der sogenannte Treppengräber gebaut wurden.